# Grenå

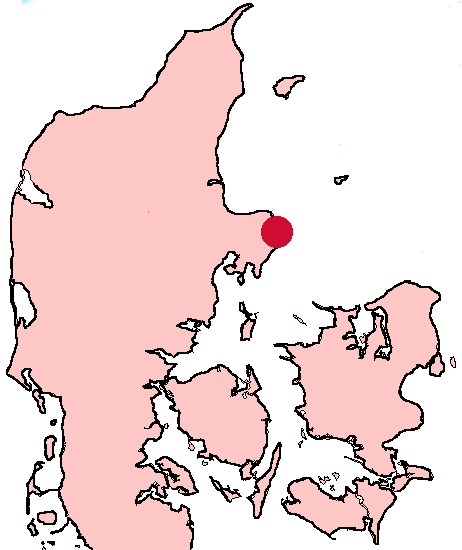
Localisation de Grenå au Danemark

Grenå (ou Grenaa) est un port de commerce et de pêche du Danemark, situé dans le Djursland, le territoire le plus à l’est du Jutland. Il donnait jusqu’à la réforme communale de 2007 son nom à une commune de l’amt de Randers, commune qui a été intégrée à celle de Norddjurs, dans la région du Jutland-Central.
Il permet des liaisons maritimes avec la Suède, le Sjaelland et l’île protégée de Anholt. La ville comptait 14 386 habitants en 2009.

## Illustrations

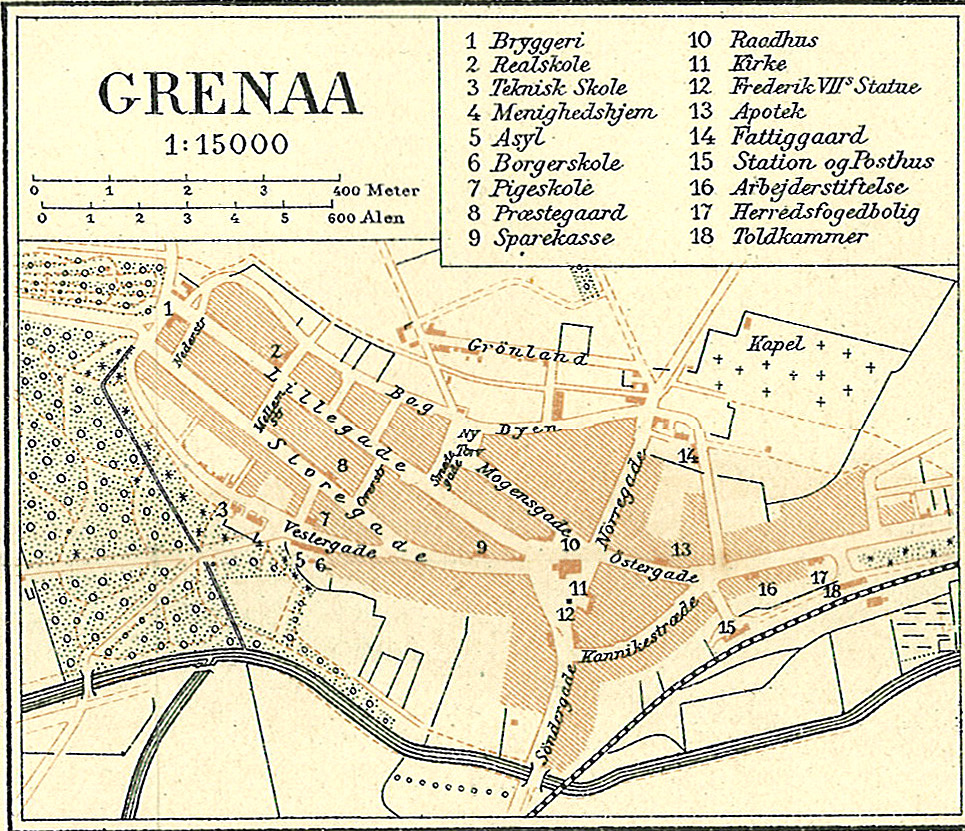
Plan de Grenå en 1900
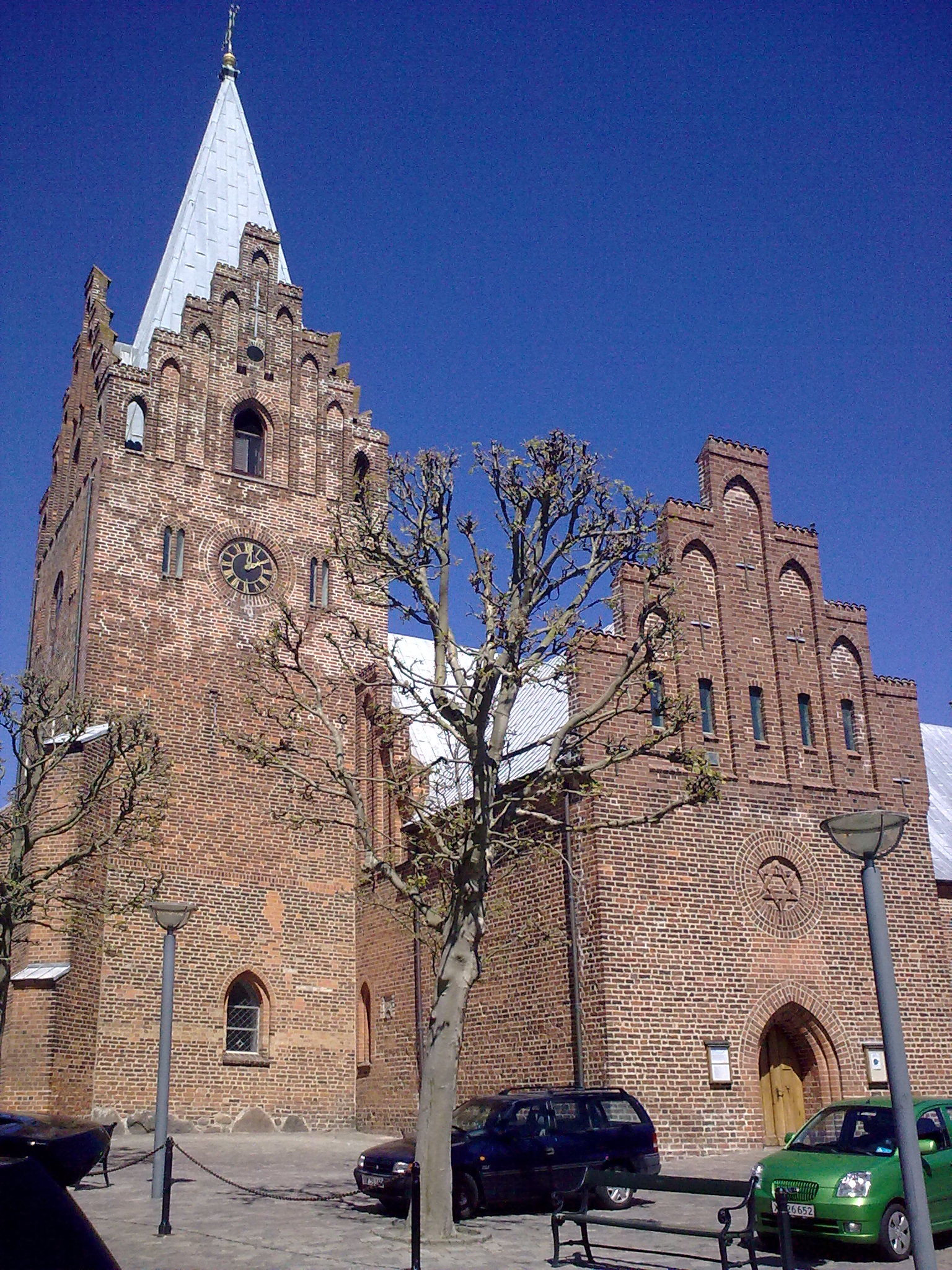
L’église de Grenå
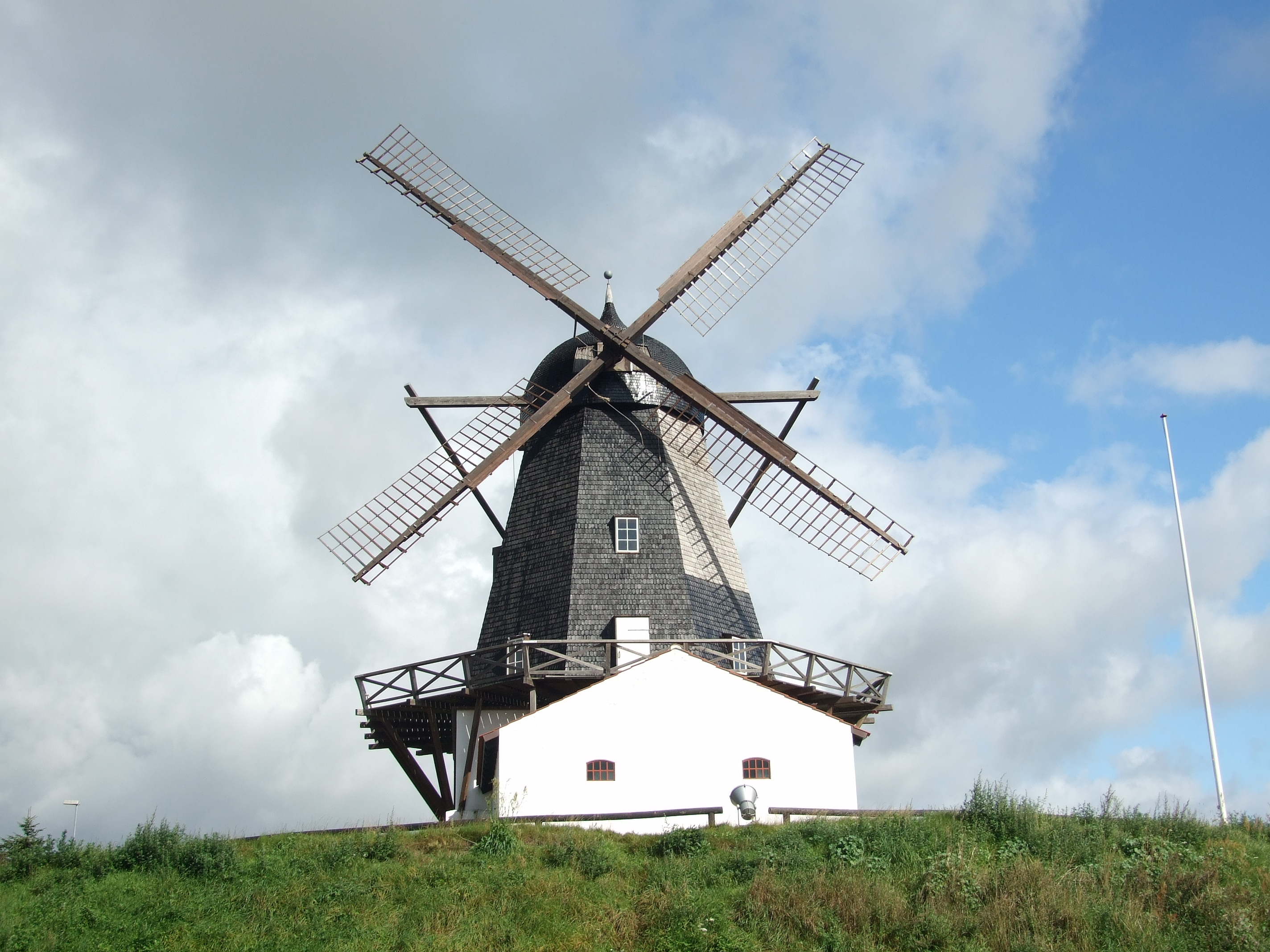
Un moulin à vent

## Jumelage
- Klaksvík (Îles Féroé)